# By the Blessing of Satan
By the Blessing of Satan (v překladu Požehnáním Satana) je druhé studiové album finské black metalové skupiny Behexen z roku 2004, které vyšlo u finského vydavatelství Woodcut Records.

## Seznam skladeb
1. By the Blessing of Satan – 04:25
2. Fist of the Satanist – 07:43
3. Sieluni Saatanan Vihasta Roihuten – 06:36
4. Celebration of Christ's Fall – 05:42
5. Black Metal Baptism – 07:16
6. Watchers of My Black Temple – 08:26
7. Under the Eye of Lord – 07:17
8. Circle of Black Cult (bonusová skladba na LP)

## Sestava
- Hoath Torog – vokály
- Gargantum – kytara
- Veilroth – kytara
- Lunatic – baskytara
- Horns – bicí